# Tóth Antal (színművész)
Tóth Antal (Pest, 1838. április 7. – Szabadka, 1907. január 13.) színész.

## Életútja
Fiatalkorában mint péksegéd dolgozott, de hivatásérzete a színpadra szólította és működését 1858. május 6-án kezdte meg Pázmán Mihály színtársulatánál. Mint igazi őstehetség hamarosan az elsők sorába jutott, és a drámai jellem- és apaszerepekben kiváló alakításokat nyújtott. Megfordult a vidék nagyobb színpadjain, 1862-ben Aradon, 1868-ban Miskolcon működött. 1869. május 17-én a Nemzeti Színházban vendégszerepelt nagy sikerrel, a Brankovics György címszerepében, de kóborló természete jobb szerette a vidéki színészet változatosságát és ugyanezen évben megint Miskolcon szerepelt. 1871-ben Kassán működött Latabár Endrénél, 1873–74-ben megint Miskolcon játszott. 1876-ban Sztupa Andornál szerepelt Aradon. 1884. május 27-én mint vendég a Népszínházban lépett fel Feledi Gáspár szerepében, majd ugyanezen év szeptember 10-én már mint szerződött tag lépett fel a Huszárcsíny Mogor szerepében. Pár esztendőt töltött a Népszínháznál, de újra vidékre vágyott és az 1889–90-es esztendőket már a miskolci társulatnál töltötte. 1895. október 10-én ünnepelte a Városligeti Színkörben 40 éves színészi jubileumát a Cigány címszerepében. Ekkor Szabadkára szerződött és itt is maradt előbb Pesti Ihász Lajos, majd dr. Farkas Ferenc társulatánál, 1907. január 13-án bekövetkezett haláláig.
A Schöpflin Aladár-féle Magyar színművészeti lexikon a következőképpen jellemzi őt: „Rajongásig szerette a színpadot, melytől nem tudott megválni, bár már évtizedekkel halála előtt nyugdíjképes lett volna. A szó legteljesebb értelmében a színpad hivatásos papja volt utolsó lehelletéig. Mindig mosolygó, csupaszív, alacsony, zömök, karikalábú egyénisége a színpadon pillanatok alatt óriássá nőtt. Csodás orgánuma a harang, orgona és mennydörgés minden skáláját befutotta, majd megríkatott, megremegtette, majd pedig homéri kacajra fakasztotta a nézőt.”
A szabadkai színház előcsarnokából temették és dr. Farkas Ferenc mondott felette búcsúztatót. A szabadkai, úgynevezett bajai temetőben dr. Farkas Ferenc színigazgató és társulatának kegyeletes áldozatkészsége emelt sírja fölé díszes emléket 1909 áprilisában.

## Fontosabb szerepei
- Petur bán, Tiborc (Katona József: Bánk bán)
- Gessler (Schiller: Tell Vilmos)
- Brankovics György (Obernyik Károly: Brankovics György, címszerep)
- Medici Cosimo (Bouchardy: Lázár, a pásztor)
- Dick (Mallefille–d’Artigues: A fehérek)
- Quasimodo (címszerep)
- Aranyparaszt (címszerep)
- Cigány (címszerep)
- Lear (címszerep)
- Coriolan (címszerep)

## Működési adatai
1861–63: Szabó József–Philippovits István; 1865–68: Latabár Endre; 1868–69: Egressi Ákos; 1869–70: Aradi Gerő, Vezéry Ödön; 1870–72: Latabár Endre; 1872: Miskolc; 1872–73: Kolozsvár; 1873–74: Mosonyi Károly; 1874–75: Szeged; 1876–77: Sztupa Andor; 1877–78: Aradi Gerő; 1878: Fáy János; 1878–79: Csóka Sándor; 1880–81: Lászy Vilmos; 1881–82: Krecsányi Ignác; 1883–87: Népszínház; 1888–89: Jakab Lajos; 1889–90: Miskolc; 1890–91: Zajonghy Elemér; 1891: Kömley Gyula; 1893–94: Somogyi Károly; 1894–95: Mezey János; 1896: Feld Zsigmond; 1897: Kiss Soma; 1898: Ágh Aladár; 1898–1907: Szabadka.